# V Circini
V Circini är en förmörkelsevariabel av Beta Lyrae-typ (EB/SD) i Cirkelpassarens stjärnbild.
Stjärnan har en fotografisk magnitud mellan 10,8 och 11,3 med en period av 4,40923643 dygn.